# Alexandre Vassilievitch Golovnine
Alexandre Vassilievitch Golovnine (Saint-Pétersbourg, 25 mars 1821 - Saint-Pétersbourg, 3 novembre 1886), homme politique russe, fils du célèbre explorateur Vassili Mikhaïlovitch Golovnine. 
Ministre réformateur de l'Instruction publique de 1861 à 1866, successeur d'Efim Alexeïevitch Poutiatine, et membre du Conseil d’État.

## Biographie

### Enfance et jeunesse
Issu d'une ancienne famille aristocratique russe, possessionnée à Riazan, Alexandre Vassilievitch Golovnine perdit tôt son père, le célèbre explorateur Vassili Mikhaïlovitch Golovnine. 
De santé fragile, d'un caractère doux et égal, le jeune Alexandre Vassilievitch reçoit dans ses épreuves le constant soutien de sa mère Evdokia Stepanivna, de ses sœurs Maria, Alexandra, Olga et Iraida, de son oncle maternel Iossif Loutkovski, futur gouverneur civil de Saint-Pétersbourg, ainsi que du fidèle ami de la famille, l'explorateur Litke.
Entré en 1834 au 1er gymnasium classique de Saint-Pétersbourg, il est admis l'année suivante, du fait de ses excellents résultats scolaires, au lycée impérial de Tsarkoïe Selo, dont il sort en 1839 avec une médaille d'or et le grade de conseiller titulaire.
Marqué par un voyage effectué en 1841, en compagnie de sa mère dans le domaine familial, héritage des tatares Védérevsky, famille de sa grand-mère paternelle ; sa mère et lui décident de réduire considérablement les charges et taxes des 350 serfs du village.

### Carrière administrative
Tenté par la carrière civile, Alexandre Vassiliévitch entre en 1843 au ministère des Affaires intérieures, où il rejoint le service du savant minéralogiste Lev A. Perovski, qui louera hautement son travail et son intégrité. C'est là qu'il se lie d'amitié avec son collègue Ivan S. Tourguéniev, amitié qui dura jusqu'à la mort de l'écrivain.
En 1845, Litke fonde la Société géographique russe, et y appelle Golovnine qui en devient le secrétaire ; c'est à la Société qu'il se lie avec le grand-duc Constantin Nicolaevitch de Russie. Cette nouvelle responsabilité lui ouvre les portes du ministère de la Marine ; néanmoins, Golovnine démissionne en février 1848 et entreprend, à la demande du prince Menchikov, un long voyage d'étude sur l'histoire et les villes de Finlande, durant lequel il apprend le suédois.
En octobre 1850, le grand-duc Constantin N. l'appelle au Comité de révision de la réglementation maritime, où il apprécie hautement « sa modestie, son intégrité et son travail ». La relation entre le prince et Golovnine va rapidement évoluer, leur estime réciproque se muant rapidement en une amitié profonde et durable ; comme lui ami intime des réformateurs Milioutine, Samarine, Reutern, Tsée et Kaveline, Golovnine devient dès lors le confident du grand-duc et l'un des principaux promoteurs des idées libérales dans l'administration russe et à la cour, diffusant certaines des thèses les plus modernistes des Petrachéviens.
Fort de ce soutien, Golovnine est nommé en 1859 conseiller secret puis secrétaire d'État et entre dans l'administration des Écoles, au ministère de l'Instruction. Il effectue en 1860 un tour de Russie, son deuxième grand voyage, à l'instigation du grand-duc, afin de recueillir directement de nombreuses informations sur la réalité de la condition des serfs dans l'Empire ; il rentre à Saint-Pétersbourg effaré par la déliquescence générale des provinces (mauvais état des routes, délabrement des bâtiments officiels, impuissance des édiles face aux puissants fonctionnaires impériaux, sentiment d'abandon et de frustration des provinciaux vis-à-vis de la capitale, etc.). Il note alors qu'il lui semble évident que, désormais, « la puissance de l'Empire ne peut plus reposer sur les seules Armée, Marine, diplomatie voire la remarquable architecture de la capitale, mais doit aussi provenir de la richesse et de la satisfaction de ses provinces, à présent radicalisées ». Il rédige alors toute une série de lettres aux hauts cadres de l'Empire pour les alerter sur cette situation dramatique, n'hésitant pas à dénoncer les « 40 dernières années de mesures répressives et improductives ».
Ses pressants appels pour l'introduction d'une vaste réforme sont finalement entendus par l'Empereur, qui l'appelle le 24 décembre 1861 à la tête du ministère de l'Instruction publique.

### Un ministre réformateur
Alexandre V. Golovnine est l'un des premiers de cette nouvelle génération d'aristocrates libéraux à ainsi accéder aux rênes du gouvernement ; il s'attache immédiatement à revitaliser et développer l'enseignement russe. 
Sa nomination a pour effet de ramener le calme et la confiance dans le milieu universitaire. Il ordonne immédiatement la réouverture des Universités fermées par le brutal Poutiatine après les émeutes estudiantines de 1857 et 1859 : les étudiants exclus des facultés lors des troubles sont à nouveau autorisés à passer leurs examens.
L'occidentaliste Alexandre Vassilievitch s'inspire des modèles étrangers; des membres de la Commission de réforme universitaire sont donc missionnés en France, en Allemagne, surtout, ainsi qu'en Suisse. Transparence oblige, les ténors de la presse sont associés au dialogue, et invités à s'exprimer sur les réformes envisagées. Le pouvoir reprend aussi langue avec les étudiants et les enseignants, afin que ces derniers puissent collaborer activement à l'amélioration de la vie et du système universitaire. 
Provincial de cœur, fortement attaché à sa région, Golovnine tente d'enraciner à nouveau le pouvoir en décentralisant une partie des instances décisionnelles en province, après plus d'un siècle de superbe isolement à Saint-Pétersbourg. 
L'activité du nouveau ministre fut intense (il présenta pas moins de cinq plans de réforme), et les réformes se succédèrent à train d'enfer : nouveaux établissements, universitaires et secondaires, réorganisation du recrutement des enseignants, transparence des décisions et de la gestion. 
Instituée en 1858, la Commission de réforme universitaire eut pour principales missions de régler les problèmes de la pénurie d'enseignants, de l'isolement et du très faible équipement des savants russes, de la faible qualité sinon de l'inexistence des relations entre étudiants et enseignants. Cette commission travailla en étroite collaboration avec les différentes universités de Russie. Pressé dans l'élaboration de sa réforme, Alexandre V. Golovnine y fait nommer un certain nombre de personnalités expérimentées dans le domaine universitaire, dont son proche ami Kaveline. 
Réformateur pressé et imprudent, Golovnine aurait dû composer avec ses ennemis ; au contraire, son dynamisme et son autoritarisme ne firent qu'alimenter leur haine et leur refus de toute modernisation, car ils pressentaient que l'introduction puis l'acceptation des théories des Konstantinovtsevy, dont le ministre était le champion, ne pouvait qu'aboutir à la mise en place d'une Russie plus démocratique et libérale, c'est-à-dire à la destruction de leur propre univers. Courtisans et fonctionnaires firent donc cause commune contre Golovnine, dans une lutte sans pitié ; ainsi le puissant et très réactionnaire Serge G. Stroganov, bombardé en 1882 chef de la Commission scientifique, s'attacha, avec succès, à contrer systématiquement le travail de son rival.  
Au terme de la cinquième version de son projet de réforme, le 30 juin 1863, Alexandre V. présenta à l'Empereur un nouveau statut des étudiants, qui l'approuva enfin. Cette réforme de l'enseignement rendait aux universités leur pleine autonomie ; existant théoriquement depuis 1858, cette autonomie avait depuis subi de nombreux amendement et retranchements limitatifs, réduisant d'autant la liberté des universités. 
Les grands axes de la réforme étaient les suivants : 
A - Réforme des Universités (renforcement de l'autonomie)
- Dans chaque université, élection tous les quatre ans du recteur par les professeurs titulaires.
- L'administration, la pédagogie, le soutien du recteur de l'université sont confiés à un conseil de professeurs non titularisés.
- Un tribunal disciplinaire composé de trois membres élus par les enseignants a pour tâche de juger les problèmes de discipline des étudiants[13].
- La liaison entre le gouvernement et le recteur est assuré par un curateur.
- En outre les inspections perdent l'essentiel de leur rôle.

Le Ministère soutint aussi les étudiants diplômés parachevant leurs études à l'étranger. Golovnine confia la direction de ce volet de la réforme au célèbre chirurgien Pirogov. 
Cette réforme permit la création de nouvelles universités modernes, telles celles de Tomsk (l'une des plus brillantes de Russie jusqu'en 1917), de Novossibirsk (1864), de Varsovie et Iaroslavl ; La Russie commençait à rivaliser avec l'Europe universitaire moderne. 
B - Réforme de l'enseignement primaire et secondaire
Dans sa réforme de l'enseignement, Alexandre V. Golovnine s'est particulièrement attaché à la formation des instituteurs, dont l'effectif était alors presque insignifiant ; pour pallier cette insuffisance, des boursiers sont recrutés parmi les étudiants les plus brillants, qui eurent ainsi la possibilité de poursuivre leurs études dans leur université sur les crédits de l'État. 
C - Laïcisation de l'enseignement
Alexandre V. Golovnine s'appliqua de la même manière à réformer l'enseignement secondaire et primaire, plaçant la totalité des établissements publics sous la direction du ministère de l'Instruction publique : seuls les établissements scolaires créés par l'Église restèrent sous le contrôle du Saint-Synode. Il réforma ainsi les quatre-vingt gymnases, y rendant l'enseignement du grec et du latin obligatoire, et créa de nouveaux établissements appelés « Lycées réels », dans lesquels l'enseignement des mathématiques et des sciences naturelles occupaient une place majeure. 
D - Démocratisation et généralisation de l'enseignement
L'enseignement des jeunes filles ne fut pas en reste : Alexandre Vassilievitch institua des lycées ouverts à toutes les jeunes filles, quel que fut leur milieu social. Directement prélevées sur la cassette impériale, des bourses leur étaient généreusement réservées.

### Disgrâce: un rendez-vous manqué
Malheureusement, le pouvoir s'inquiétait de plus en plus des nouvelles libertés accordées aux universités et aux étudiants ; alors que Golovnine, pourtant mis en difficulté en 1865, tentait une fuite en avant en proposant et théorisant une réforme encore plus globale pour la prochaine décennie, l'Empereur, maîtrisant de moins en moins bien une haute aristocratie mise à mal par la réforme paysanne et effrayée par l'idée même de perdre ses privilèges, prit conseil auprès des principaux détracteurs des idées nouvelles, notamment S. G. Stroganov, V. A. Dolgourokov, E. P. Kovalevski et M. L. v. Korff, qui présentèrent au souverain un rapport extrêmement négatif sur les réformes et sur l'opportunité de leur poursuite (mars 1866).
Le rapport de mars et l'attentat l'attentat du 4 avril 1866 scellèrent le sort du turbulent Golovnine: le 13 avril 1866, Alexandre II le rappela pour le remplacer par l'ancien Procureur du Saint-Synode, le très réactionnaire comte Dimitri Andreïevitch Tolstoï, totalement anti-réformiste, qui raviva, par ses brutalités, le sentiment antigouvernemental des étudiants, et ruina pour longtemps le travail de son prédécesseur.
Une fois libéré de ses obligations, le zélé Golovnine entreprit de défendre son travail en rédigeant l'année suivante (1867) un mémoire extrêmement critique, y compris vis-à-vis du souverain, sur la politique menée par Tolstoï, mémoire qui exerça une forte influence sur la jeunesse qui resta attachée à l'un des hommes politiques les plus libéraux qu'ait connus la Russie tsariste.
Se tenant désormais assez éloigné de la politique, Golovnine resta néanmoins, tout en rédigeant ses mémoires, le censeur régulier et sévère du gouvernement, n'hésitant jamais à critiquer les décisions de ses successeurs, tant sur le plan intérieur qu'extérieur. Malgré ses prises de positions souvent catégoriques, l'Empereur le maintint au Conseil d'État, où Golovnine intervenait tout particulièrement sur les questions budgétaires.

### Un visionnaire mal-aimé dans une Russie impréparée
Les nombreux détracteurs, les bureaucrates notamment, du nouveau ministre lui reprochèrent régulièrement sa relative jeunesse et sa méconnaissance du dossier de l'éducation ; leurs critiques devinrent hourvari quand Golovnine, un rien provocateur, entreprit une série de visites aux directeurs de Gymnases et d'Université, non pas en uniforme comme ses prédécesseurs, mais en habits civils, soulignant là sa volonté de rupture avec les anciennes coutumes. 
D'une culture encyclopédique, habité d'une foi réformatrice, peu diplomate sinon autoritaire avec ses opposants, Golovnine s'attacha, durant son court ministère, à casser les vieilles habitudes de centralisation et d'opacité, développant au contraire les initiatives régionales, la formation des enseignants et la transparence de l'administration, nourrissant de nombreuses rancœurs.
Ses détracteurs, s'ils critiquèrent souvent sa laideur, sa petite taille et son élocution recherchée voire pédante, sa dureté aristocratique dans les rapports professionnels, s'entendirent toujours à reconnaître son dynamisme, son impressionnante force de travail, ses excellentes manières et sa courtoisie, sa grande capacité d'écoute et ses talents d'orateur. 
Mal-aimé de son vivant pour ses méthodes autocratiques et provocatrices, affolant ses pairs par sa détermination dans l'application de ses réformes, mais très apprécié plus tard par les très nombreux intellectuels qui reconnurent en lui l'un des premiers grands modernisateurs de la Russie, Alexandre Golovnine, essaya d'expérimenter dans son propre ministère les théories politiques libérales de l'Europe constitutionnelle. Analysant plus tard son échec, le jugeant dû au manque d'une volonté politique commune à la fois à la tête de l'État qu'au sein des différents ministères, noyautés par des bureaucrates plus occupés de leur carrière personnelle et d'intrigues courtisanes qu'animés par un réel esprit de service, Golovnine appela de ses vœux la mise en place d'un régime constitutionnel, fondé sur une charte acceptée de tous et une théorie politique commune.  
Alexandre Golovnine est enterré au Mitrofanievskoïe, à Saint-Pétersbourg, non loin de son célèbre père. Le mausolée familial a été détruit.
Resté célibataire ; on lui prête un fils naturel.

## Distinctions
- Ordre de Sainte Anne, 1re classe

## Œuvres
- Mémoires pour quelques-uns (Записки для немногих)[26], 1867. Disponibles dans une édition commentée par B. D. Galpierina en 2004.